# Andreas Hilpert
Pour les articles homonymes, voir Hilpert.
Andreas Hilpert (né le 28 octobre 1837 à Amberg et mort le 15 janvier 1893 dans la même ville) est boulanger, brasseur et député du Reichstag.

## Biographie
Hilpert étudie à l'école élémentaire allemande et l'école du dimanche. Il est un brasseur commun et propriétaire d'une boulangerie. Pendant plus de 17 ans, il est membre de la communauté et magistrat. Il est également administrateur de l'hôpital et d'un centre de secours pour garçons et filles délaissés à Amberg.
À partir de 1890, il est député du Reichstag pour la 2e circonscription de Haut-Palatinat (Amberg, Nabburg (de), Sulzbach (de), Eschenbach (de)) avec le Zentrum. Depuis le 28 octobre 1891, il est également député de la Chambre des députés de Bavière (de), ses mandats prennent fin avec sa mort.